# گوکسوف
گوکسوف (به لاتین: Goksuv) یک منطقهٔ مسکونی در روسیه است که در داغستان واقع شده‌است.